# Gustafs skål
Gustafs skål (dosłownie "Toast dla Gustawa") – pieśń szwedzka, którą skomponował Carl Michael Bellman szwedzki kompozytor klasycyzmu (1740-1795) dla króla Gustawa III, który przywrócił 19 września 1772, drogą zamachu stanu, monarchię absolutną. Król bardzo lubił tę pieśń, dlatego długo funkcjonowała ona jako półoficjalny hymn państwowy.

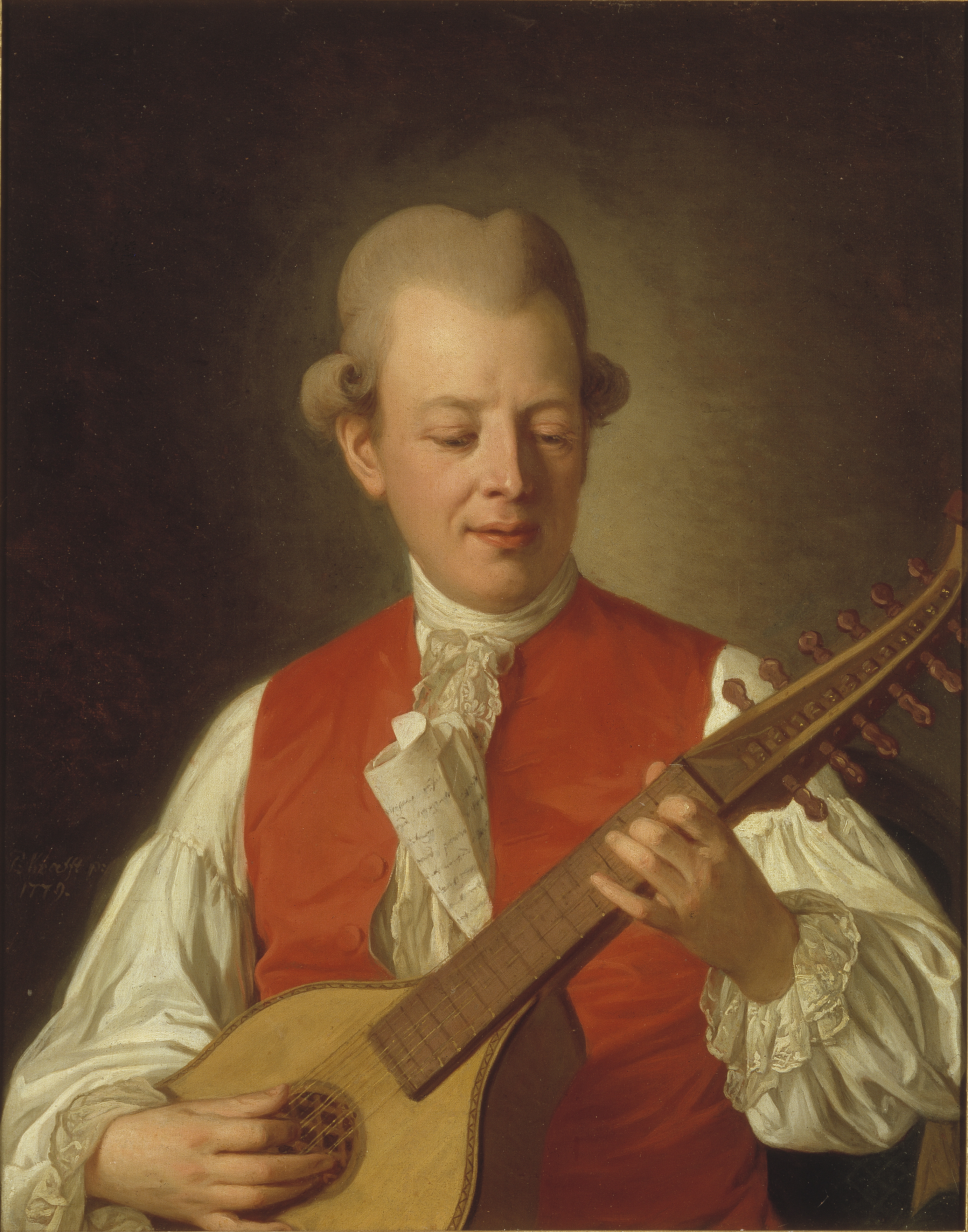
Carl Michael Bellman

Gustafs skål!
Den bäste Kung, som Norden äger:
Han ej tål,
At vigtskåln ojämt väger. :||:
God och glad,
Han Ilskans röst föraktar
Samt afvaktar
Och betraktar
Dårskap i sin grad. :||:
Sådan Kung
Är värd att styra Sveriges öden:
Rask och ung,
Ej rådlös uti nöden. :||:
Wasa Ätt
Har aldrig lärt att svika,
Aldrig tvika,
Men at fika
Till at göra rätt. :||:

## tłumaczenie (nieoficjalne)
Twe zdrowie Gustawie!
Największy z Królów Północy:
Nie spocznie nigdy,
gdy niesprawiedliwość zwycięża. :||:
porządny i radosny,
nienawidzi gniewu
czeka
obserwuje
wzbierające szaleństwo :||:
Król jak on
jest zesłanym by panował nad Szwecji przeznaczeniem
odważny i młody
zawsze znajdzie radę :||:
dynastia Wazów
nauczyła go zawsze zwyciężać
nigdy się nie wahać
lecz czynić
co słuszne i dobre. :||: